# Boviene virale diarree

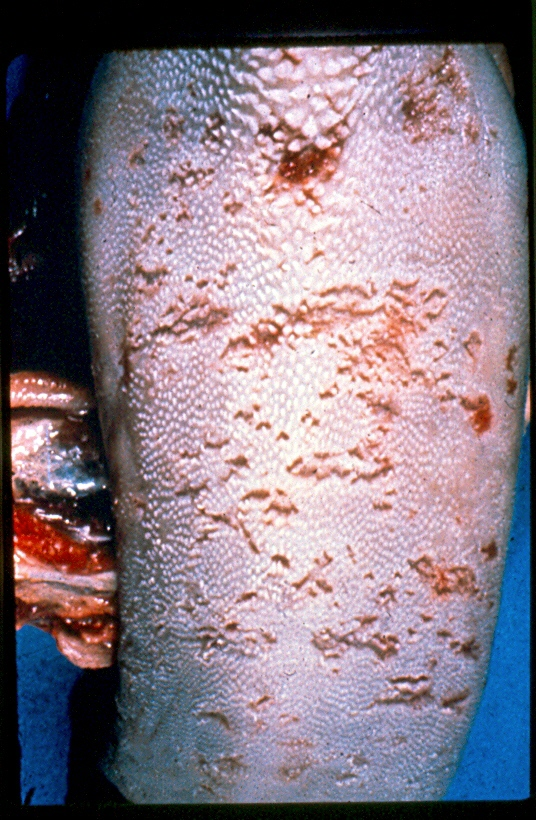
Tonglaesies van een rund bij Mucosal Disease (een vorm van BVD), veroorzaakt door BVDV (Bovines Virusdiarrhoe-Virus)

Boviene virus diarree (BVD) is een infectieziekte bij rundvee. BVD wordt veroorzaakt door het BVD-virus, een RNA-virus. Het BVD-virus behoort samen met het varkenspestvirus (bij varkens) en het border disease virus (BDV, bij schapen) tot het genus pestivirus. Dit genus behoort tot de familie van flavivirussen.
BVD is geen zoönose, dus niet schadelijk voor de mens.

## Besmetting
Het BVD-virus kan worden overgebracht door middel van speeksel, neusuitvloeiing, traanvocht, melk, sperma, mest en urine. Bij een temperatuur van 20 °C overleeft het virus drie dagen; bij een temperatuur van 5 °C overleeft het virus drie weken. Besmetting met het BVD-virus vindt voornamelijk plaats door direct contact tussen dieren onderling. 
Verder is indirecte verspreiding door mensen en materialen ook mogelijk. Opname van het virus gebeurt over het algemeen door de neus of door de mond. De incubatieperiode is 7 tot 14 dagen. Tijdens de acute ziektefase kan het besmette rund de besmetting doorgeven. Een besmet dier maakt antistoffen tegen het virus aan, die het dier levenslang tegen het virus beschermt.
Als een rund wordt besmet wanneer het drachtig is, kan het virus de placenta passeren en de foetus infecteren. Het kalf kan verworpen worden (miskraam) of er kunnen afwijkingen ontstaan aan ogen, vacht, huid of hersenen. Vaak hebben ze een te laag geboortegewicht en blijven ze achter in de groei.

### Dragers
Tijdens de eerste 120 dagen van de dracht is het immuunsysteem van de foetus nog niet ontwikkeld. Als de infectie in die periode plaatsvindt, ziet de foetus het virus als lichaamseigen, waardoor er geen antistoffen tegen het virus worden aangemaakt. Als het kalf wordt geboren, is het een “drager” van het BVD-virus. 
Een drager van het BVD-virus houdt zijn hele leven het virus bij zich en zal het ook verspreiden, waardoor het een voortdurende besmettingsbron is voor andere runderen. Ook de eventuele nakomelingen van BVD-dragers zijn dragers. Ongeveer de helft van de dragers is herkenbaar door afwijkingen aan ogen, vacht, huid of hersenen. Aan de andere helft van de dragers is niets te zien. Vijftig tot tachtig procent van de BVD-dragers sterft binnen een jaar. Negentig procent sterft voor ze twee jaar oud zijn, meestal aan Mucosal Disease (een vorm van BVD).

## Typen
Het BVD-virus kent twee verschillende genotypen: 
- Type 1 kan diarree, koorts, futloosheid, luchtwegproblemen, verminderde eetlust en/of verminderde melkproductie veroorzaken. Het BVD-virus tast het afweersysteem aan waardoor de kans op andere infecties groter is.
- Type 2 is meestal agressiever en kan zwarte of bloederige diarree en bloedingen op de slijmvliezen eroorzaken.

Op basis van klinische symptomen is het onmogelijk het onderscheid te maken tussen BVD type 1 en type 2, men kan alleen een vermoeden hebben.
Binnen deze twee BVD genotypen (die nogmaals in subtypen zijn onderverdeeld) bestaan er biotypen, deze biotypen zijn onderverdeeld in cytopathogeen (cp) en niet-cytopathogeen (ncp). Zoals de termen duidelijk maken heeft het ene type virus de mogelijkheid om cellen te vernietigen (cp) en het andere kan in leven blijven terwijl de cellen van de gastheer in leven blijven (ncp).
Een drager (IPI) is een dier dat besmet werd tijdens de dracht tussen dat 30 en 120,(afgekort IPI: Immunotolerant persistent geïnfecteerd) en geboren wordt met het virus. Deze drager zal het virus levenslang, constant en in massale hoeveelheden uitscheiden. Deze dragers zijn altijd besmet met een ncp virusstam. Deze dragers maken geen antistoffen aan tegen het autologe virus waarmee ze als foetus tijdens de kritieke periode van de dracht besmet werden.
Wanneer zo'n drager wordt gesuperinfecteerd (opnieuw besmet) met een cp virusstam (door mutatie of contact met een ander dier dat zo'n stam herbergt) zijn er op hetzelfde moment een ncp en een cp (biotype) stam aanwezig van hetzelfde genotype. Op deze manier bestaat Mucosal disease. Deze dieren sterven altijd vrij acuut als gevolg van erge kliniek.

## Bestrijding
BVD veroorzaakt veel schade op een bedrijf door sterfte, slechte groei en ontwikkeling en het vaker ziek zijn van de dieren. Daarom is het belangrijk dat BVD bestreden wordt. 
Dit kan door de dieren te vaccineren met Bovilis BVD, BOVI-SHIELD, BOVELA of dergelijke. Hierdoor ontstaan er geen nieuwe BVD-dragers en stopt de verspreiding van BVD-virus op het bedrijf. Uit een drager wordt altijd een drager geboren ook al is het dier geënt.
BVD kan ook bestreden worden door de BVD-dragers op te sporen en af te voeren, waardoor de infectiebron verdwijnt. De klinische symptomen bij dragers kunnen later tot uiting komen, door bloedonderzoek kunnen de dragers worden opgespoord. De dragers worden afgemaakt of naar de slachterij gebracht. Bloed onderzoek op BVD dragerschap kan al als het dier één maand oud is.

### Nederland
De Gezondheidsdienst voor Dieren (GD) heeft voor Nederland in 1998 een BVD-programma opgezet. Dit programma is gebaseerd op het opsporen en afvoeren van BVD-dragers. Hieraan kunnen bedrijven vrijwillig deelnemen. Via tankmelk- en bloedonderzoek worden de melkgevende runderen en jongvee ouder dan een maand onderzocht, dat is het startonderzoek. Als er dragers aanwezig zijn, worden ze afgevoerd. In de periode van minimaal tien maanden daarna worden alle kalveren die op het bedrijf geboren en aangehouden worden onderzocht tot er geen dragers meer gevonden worden. Als het bedrijf na deze tien maanden virusvrij is, krijgt het een BVD-vrij-certificaat. Om deze BVD-virusvrije status te behouden, worden twee keer per jaar vijf kalveren in de leeftijd van acht tot twaalf maanden op BVD-afweerstoffen onderzocht. Een andere optie is om alle aangehouden fokdieren ouder dan een maand te blijven onderzoeken. Deze laatste optie is met name op kleinere bedrijven een goede optie om de BVD-vrije status te behouden. In plaats van bloedonderzoek kan er ook een oorbiopt worden onderzocht op de aanwezigheid van BVD-virus. Dit oorbiopt kan worden verkregen bij het merken van de kalveren met een speciaal oormerk, op deze manier kunnen dragers nog eerder worden opgespoord en afgevoerd.